# Контрада (Кунео)
Контрада је насеље у Италији у округу Кунео, региону Пијемонт.
Према процени из 2011. у насељу је живело 204 становника. Насеље се налази на надморској висини од 366 м.